# Holger Jacobæus
Holger Jacobæus (født 6. juli 1650 i Aarhus, død 18. juni 1701) var en dansk læge. Han var bror til Matthias Jacobæus.
Hans forældre var biskop Jacob Matthisen og Anna Bartholin (en datter af Caspar Bartholin). Efter faderens død kom han 1661 til København med sin moder, deponerede 1666 fra Vor Frue Skole og studerede teologi og medicin. I 1671 begav han sig på en rejse til Holland og studerede lægevidenskab, navnlig i Leiden. På grund af krigsuroligheder vendte han hjem 1672 og lagde sig navnlig efter anatomi under Stenos vejledning. I 1674 gav han sig atter på rejse og opholdt sig i Holland, i Paris, men navnlig i Italien, hvor han i længere tid boede hos sin tidligere lærer Steno i Firenze og fremdeles særlig dyrkede anatomien. Over Tyskland drog han 1677 tilbage til Danmark, men rejste det følgende år igen ud, til England og Holland, hvor han 1679 i Leiden erholdt den medicinske doktorgrad; samme år kom han hjem.
Allerede 1674 var han bleven udnævnt til professor i historie og geografi ved universitetet, men begyndte først sin akademiske virksomhed efter sin sidste rejses afslutning. I 1681 beskikkedes han til secundus anatomicus på universitetet med senium i det medicinske fakultet og holdt nu også medicinske forelæsninger, navnlig fra 1686 som vikar for Willum Worm. Til universitetsrektor valgtes han 1691 og atter 1695; han beklædte derefter værdigheden 2 år i træk. I 1691 blev han tillige assessor i Højesteret, 1698 rykkede han op til et ordinariat i det medicinske fakultet og blev samtidig justitsråd. I 1701 døde han af en hidsig feber. I 1681 havde han ægtet sit søskendebarn Anne Margrethe Bartholin, datter af professor Thomas Bartholin; efter hendes død 1698 ægtede han det følgende år justitssekretær Thomas Bartholins enke, Anne Tistorph.
I sine yngre dage viste Jacobæus som Stenos discipel livlig interesse for anatomien og navnlig for dyreanatomien, men som professor udfoldede han ingen betydeligere virksomhed, hverken i anatomisk eller i anden retning. Historisk bekendt har han kun gjort sig ved sin efter kongelig befaling udgivne, store illustrerede katalog over det kongelige kunstkammer (Museum regium, 1696), hvilket pragtværk tilsendtes mange fremmede fyrster og derfor indbragte forfatteren talrige store foræringer. Hans børns huslærer Jochum Halling skal i øvrigt have haft en væsentlig andel i katalogens udarbejdelse. En vis opsigt i udlandet vakte Jacobæus også ved sit Programma funebre i anledning af Ole Borchs død; den skarphed, hvormed han i veneration for sin kære, afdøde lærer angreb dennes modstander, den celebre Conring, fremkaldte heftige gensvar fra forskellige tyske lærde.